# Air Srpska
Air Srpska  (IATA:R6, ICAO:SBK) je bila letalska družba v Bosni in Hercegovini. Ustanovljena je bila leta 1998 kot letalska družba entitete Republika srbska. Sedež družbe in matično letališče je bilo v Banjaluki. Družba je uporabljala najeti letali ATR 72 od srbske letalske družbe JAT Airways in je z njima opravljala redne polete, kot tudi čarterske polete. Z izvajanjem letalskih operacij je prenehala leta 2003.

## Zgodovina
Družba je bila ustanovljena leta 1998, prvi polet pa je opravila 29. januarja 1999 na liniji Banjaluka-Beograd z letalom ATR 72. Družba je imela najeti letali od družbe JAT Airways, ki je leta 2003 sprejela odločitev o povratku letal v svojo floto, kar je posledično povzročilo stečaj letalske družbe Air Srpska.
Vlada enitete Republika srbska je dejavnost opravljanja letalskih prevozov načrtovala z novo družbo Sky Srpska, ki pa nikoli ni popolnoma zaživela.

## Destinacije
V času delovanja je družba opravljala redne polete do naslednjih letališč.

## Flota
Družba Air Srpska je uporabljala s strani JAT Airwaysa dve najeti letali ATR 72. Letali sta lahko prepeljali 58 potnikov in sta imeli registracijo YU-ALO in YU-ALP. V družbi so zaradi širitve dejavnosti naročili še letalo McDonnell Douglas DC-9-32, kar pa nikoli ni bilo realizirano.